# TechCrunch
TechCrunch е уеб издание за новини и анализи свързани с уеб технологиите, което предлага също и специална платформа за новини за стартиращи компании, продукти, уеб сайтове и блогове. Сайтът е основан от Майкъл Арингтън през 2005 г., и излиза за първи път на 11 юни 2005 г.

## TechCrunch мрежа
TechCrunch е свързан с няколко други уеб сайта, често означавани като TechCrunch мрежа, сред които е:
- CrunchBase – база данни в уики-стил за инвеститори и компании, които включват списъци на своите ключови служители, новини за финансирания и придобивания, както и други важни събития за тези компании. Стартира през 2007 година.